# Еримбетжага
Еримбетжага (каз. Ерімбетжаға) — село в Аральском районе Кызылординской области Казахстана. Входит в состав Каракумского сельского округа. Код КАТО — 433243300.

## Население
В 1999 году население села составляло 325 человек (166 мужчин и 159 женщин). По данным переписи 2009 года, в селе проживали 343 человека (176 мужчин и 167 женщин).